# Leszek Nowosielski
Leszek Nowosielski (ur. 15 listopada 1918 w Warszawie, zm. 1999 tamże) – polski plastyk, ceramik.
Studiował na Wydziale Chemii Politechniki Warszawskiej w latach 1938–1939, podczas II wojny światowej uczęszczał na prywatne lekcje malarstwa u Jana Rubczaka. W 1945 przeprowadził się do Gliwic, gdzie do 1949 prowadził wytwórnię chemiczną. W 1949 został członkiem Związku Polskich Artystów Plastyków, w tym samym roku w Biurze Wystaw Artystycznych miała miejsce pierwsza indywidualna wystawa malarstwa Leszka Nowosielskiego. W 1956 swoje zainteresowanie skierował na ceramikę, zaczynał od dekoracji naszkliwnych umieszczanych na porcelanie. W późniejszym czasie wyspecjalizował się w kompozycjach figuratywnych tworzonych z płaskorzeźbionych kafli (paneli) ceramicznych. Tworzył abstrakcyjne dekoracje stosując również malarstwo na porcelanie, część jego twórczości odwoływała się do historii Polski m.in. bitwa pod Grunwaldem, zbrodnia katyńska, powstanie warszawskie, męczeństwo w Auschwitz-Birkenau. Prace Leszka Nowosielskiego charakteryzowały się żywą kolorystyką, część z nich to trójwymiarowe figury wykonane ręcznie i niepowtarzalne w swojej formie. Twórczość artysty znajduje się w kolekcjach Muzeum Narodowego w Warszawie, we Wrocławiu i Gdańsku, w płockim Muzeum Ziemi Mazowieckiej i warszawskim Muzeum Archeologicznym.
Jedną z kompozycji ceramicznych Leszek Nowosielski poświęcił wybuchowi bomby jądrowej w Hiroszimie, praca ta znajduje się w Centrum Pamięci Hiroszimy w Tokio.
Żoną Leszka Nowosielskiego była Hanna Modrzewska-Nowosielska, oboje przez wiele lat mieszkali w Podkowie Leśnej przy ul. Helenowskiej 7.